# Scyllarus demani
Scyllarus demani är en kräftdjursart som beskrevs av Lipke Bijdeley Holthuis 1946. Scyllarus demani ingår i släktet Scyllarus och familjen Scyllaridae. Inga underarter finns listade i Catalogue of Life.